# Alborajico
Alborajico es una aldea española perteneciente al municipio de Tobarra, (Albacete), situada a 6 km de la cabecera municipal, a 1 km de Aljubé y a 50 km al sureste de la ciudad de Albacete, en la comunidad autónoma de Castilla-La Mancha.

## Demografía
Tenía una población de 0 habitantes en 2020 según las cifras oficiales del INE que, principalmente, se dedicaban a la ganadería. Sufrió una fuerte corriente emigratoria en los años 60, fundamentalmente hacia las provincias de Barcelona, Alicante y Valencia. Fue a partir de entonces cuando comenzó la despoblación, hasta llegar a 0 habitantes.

## Geografía e historia
Fue fundada durante la dominación visigoda de España, en un lugar con frecuentes corrientes de agua. El caserío perteneció hasta la posguerra civil (1940) a la notable familia de los Ladrón de Guevara.
Según los documentos parroquiales y del Registro Civil estuvo ampliamente poblado en el siglo XVIII y el XIX. 
Hasta los años 1940, la propiedad del 90% de sus tierras perteneció a la familia Ladrón de Guevara, con blasón en el municipio. Uno de sus propietarios, Casto Ladrón de Guevara Pérez-Pastor, sería concejal del Ayuntamiento de Hellín en 1868 y miembro de la Diputación Provincial de Albacete entre 1871 y 1874.

## Patrimonio histórico y cultural
En sus cercanías se encuentra una ermita mozárabe (eremitorio), enclavada en la roca del cerro llamado "La Muela". El conjunto rupestre de Alborajico, actualmente bien conservado, data del siglo VI al IX y consta de tres naves: la mayor se considera que fue probablemente una iglesia visigoda; varios nichos y hornacinas sugieren el depósito de vasos, reliquias y objetos de culto a modo de altar; además, dos camas de piedra, con sus respectivas almohadas, custodiaban y flanqueaban un altar de lajas, hoy destruido.

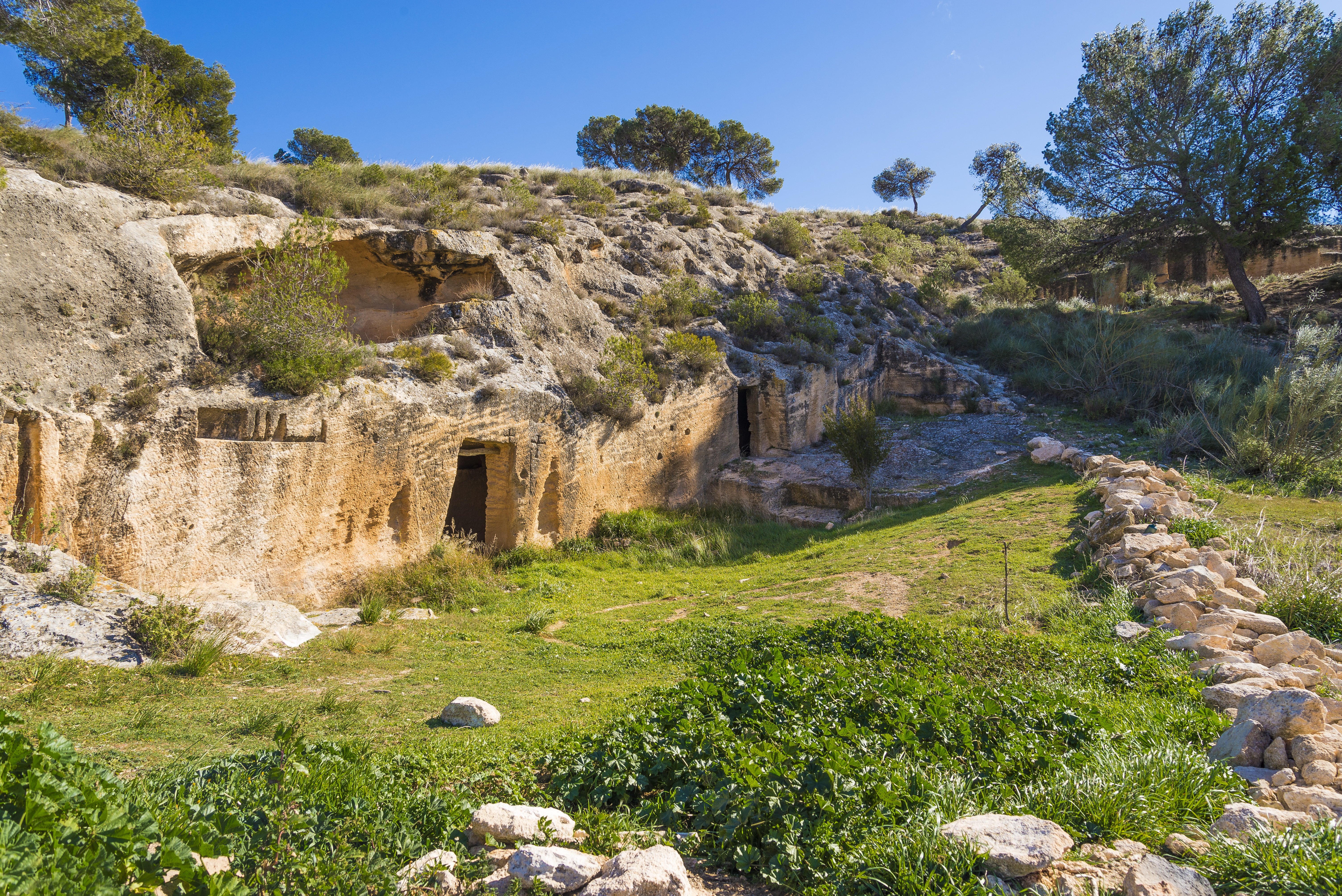
Eremitorio de Alborajico, Tobarra, AAE2839

Cuenta, además, en sus inmediaciones, con la Laguna de Alboraj, de origen cárstico y declarada microrreserva por Decreto 182/2000, de 19 de diciembre. Su importancia reside en la flora, con una importante población de Helicantherrium polygonoides, especie en peligro de extinción actualmente. Entre su fauna destacan aves y reptiles.